# Renetta

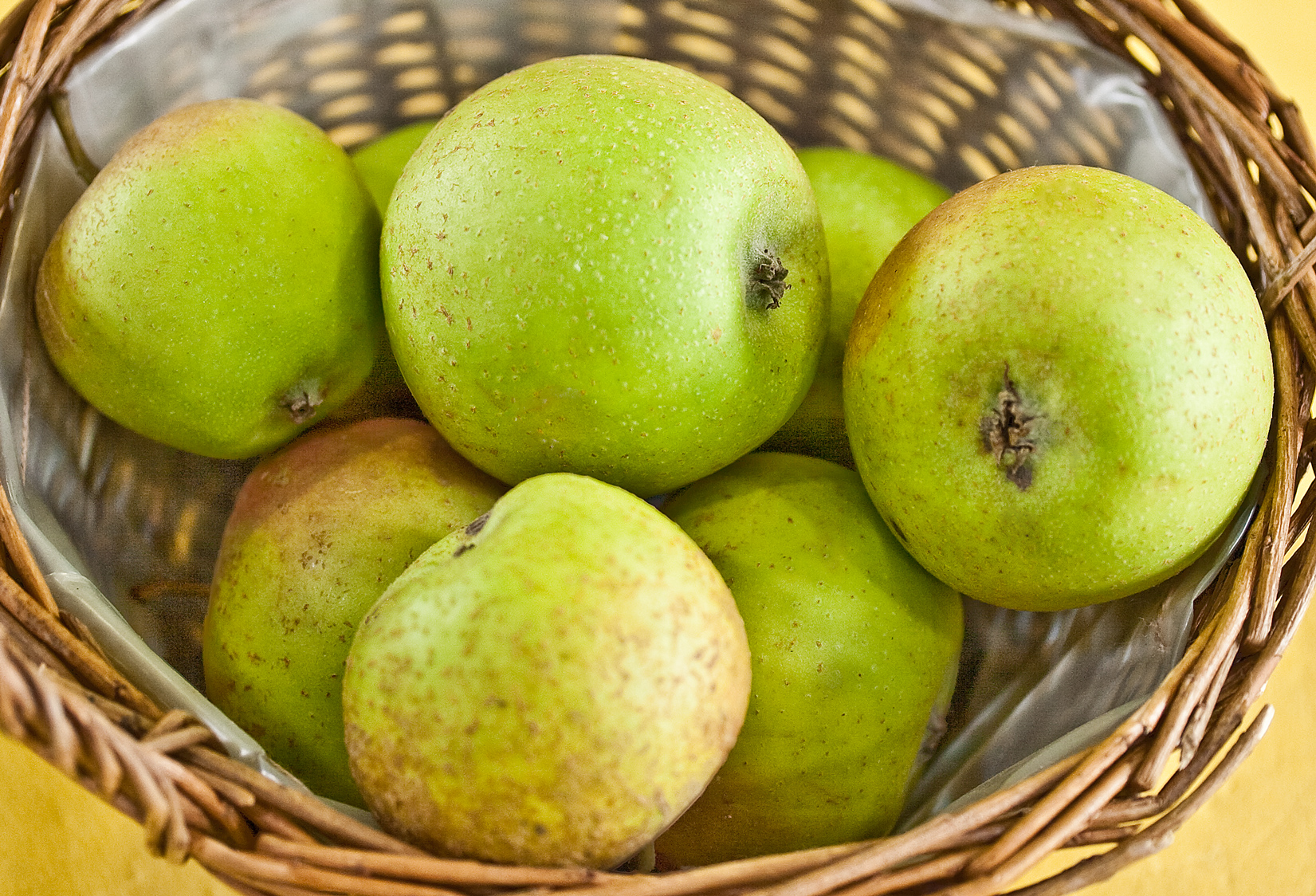
Mele renette

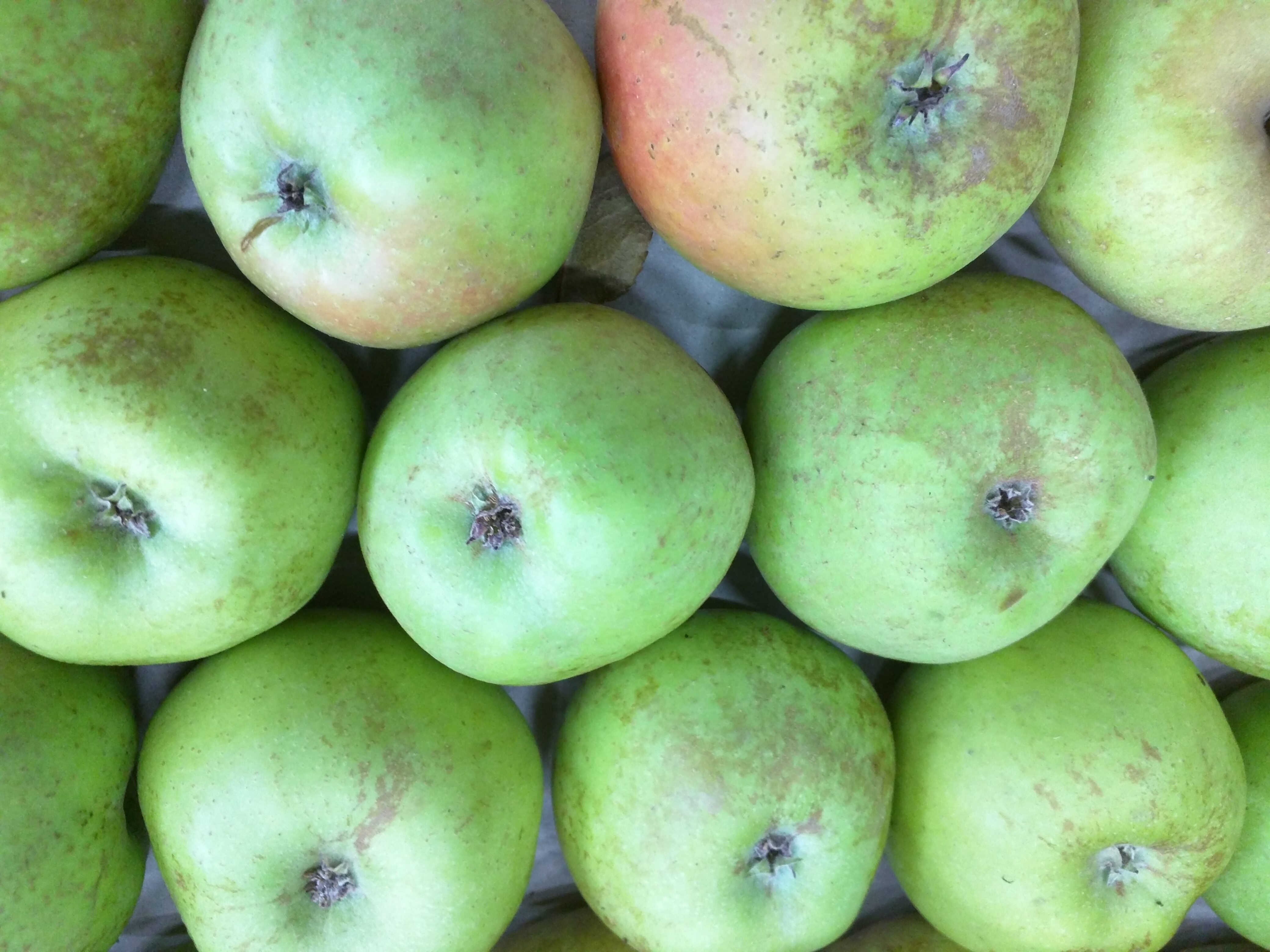
Mele renette

La renetta (reinette) è una mela acidula zuccherina e profumata originaria della valle d'Aosta di colorazione diversa a seconda della varietà: dal verde uniforme al giallo rugginoso uniforme al grigio rugginoso uniforme, bicolore verde-rosso oppure giallo-rosso più o meno rugginoso.

## Diffusione
In Italia viene coltivata nella Val di Non in Trentino, in Valle d'Aosta,  in Valtellina e in provincia di Cuneo nella varietà Grigia di Torriana. In piemontese è anche chiamata mela Savoia in onore alla Casa Reale, i cui membri pare ne fossero ghiotti.

## Storia
Il nome reinette appartiene alla nomenclatura arboricola dal XVI secolo. La prima traccia del nome risale al 1540, quando fu citato da Charles Estienne, che si riferiva alla renetta bianca. Henri Louis Duhamel du Monceau, nel 1768, descrisse invece dodici varietà di renette.

## Gastronomia
La renetta è particolarmente indicata per il ripieno dello strudel di mele.